# Pád do hrobu mrtvol
Pád do hrobu mrtvol je páté řadové studiové album české thrash metalové kapely Debustrol z roku 1998. Na jeho nahrávání se v roli hostů podíleli např. Robert Kodym, Ota Hereš nebo Vlasta Henych.
Zatímco předchozí alba kapely vycházela u vydavatelství Monitor, novinka vyšla na značce Happy Music Production.
V roce 2007 vyšlo album v reedici na jednom nosiči společně s deskou Apokalismus.

## Seznam skladeb
1. Intro
2. Zabijáci
3. Kladivo
4. Buď hnusnej jako Bůh
5. Zkrvavená
6. Vítej v likvidaci
7. Stanoxofobia
8. Nikdy víc neusnou
9. Pád do hrobu mrtvol
10. Dravec
11. Polibek bleskem
12. Zákon popravčích stěn
13. Hniloba
14. Vnitřní jizvy
15. Spontánní sebeukájení
16. Motorovák